# Arrondissement de Ndoulo
L'arrondissement de Ndoulo est l'un des arrondissements du Sénégal. Il est situé au sud du département de Diourbel, dans la région de Diourbel.
Il compte cinq communautés rurales :
- Communauté rurale de Ndoulo
- Communauté rurale de Ngohe
- Communauté rurale de Patar
- Communauté rurale de Tocky Gare
- Communauté rurale de Toure Mbonde

Son chef-lieu est Ndoulo.